# Ichneumon eurypus
Ichneumon eurypus là một loài tò vò trong họ Ichneumonidae.